# Hifema

A câmara anterior do olho é a porção em cinza claro no topo da figura

Hifema é o acúmulo de sangue na câmara anterior do olho. Visível como um tingimento avermelhado na câmara anterior, os hifemas são freqüentemente causados por um trauma abrupto e podem bloquear parcialmente ou completamente a visão. Quando a câmara anterior é completamente preenchida com sangue, o olho aparenta ser da cor preta e é normalmente conhecido como a "bola oito hemorrágica", termo em referência à bola preta do jogo de sinuca.